# Liqeni i Fierzës
Liqeni i Fierzës – jezioro zaporowe znajdujące się w północno-wschodniej Albanii, częściowo w Kosowie. Zasilane jest głównie przez rzeki Czarny Drin i Biały Drin. Jezioro ma powierzchnię 73 km², z czego 2,46 km² znajdują się w Kosowie. Ma długość 70 km i głębokość maksymalną 128 m. Obecnie jezioro jest zanieczyszczone. W październiku 2014 r. władze obwodu Kukës powołały regionalny park natury (alb. Park Natyror Rajonal) obejmujący jezioro.
Jezioro powstało w 1978 poprzez spiętrzenie wód rzeki Drin, której początkiem jest miejsce połączenie się rzek Czarny Drin i Biały Drin w okolicy miasta Kukës. Zapora i zarazem elektrownia wodna znajduje się w miejscowości Fierzë. Poniżej zapory znajduje się inne jezioro zaporowe, Liqeni i Komanit.

## Galeria

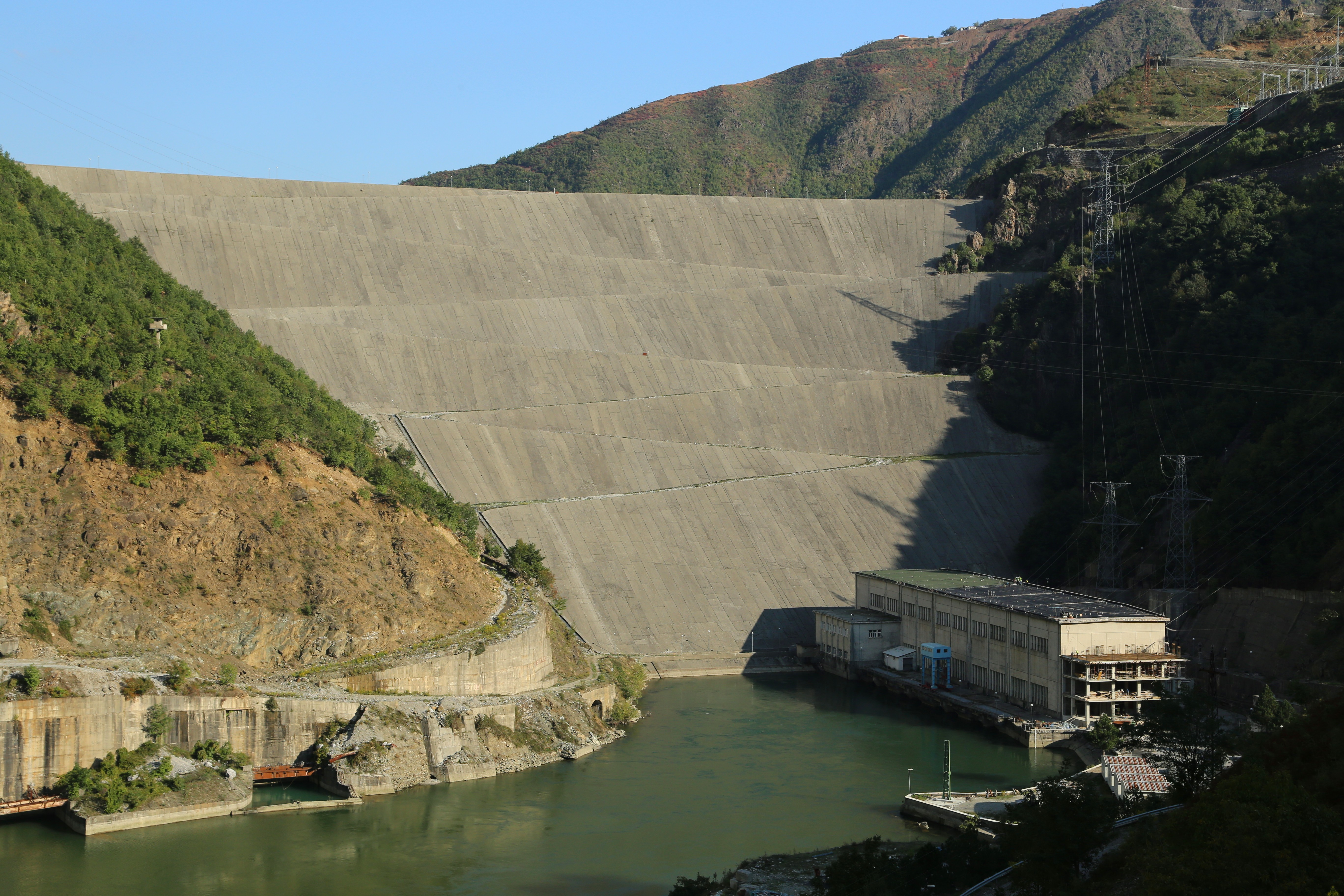
Elektrownia wodna w Fierzë
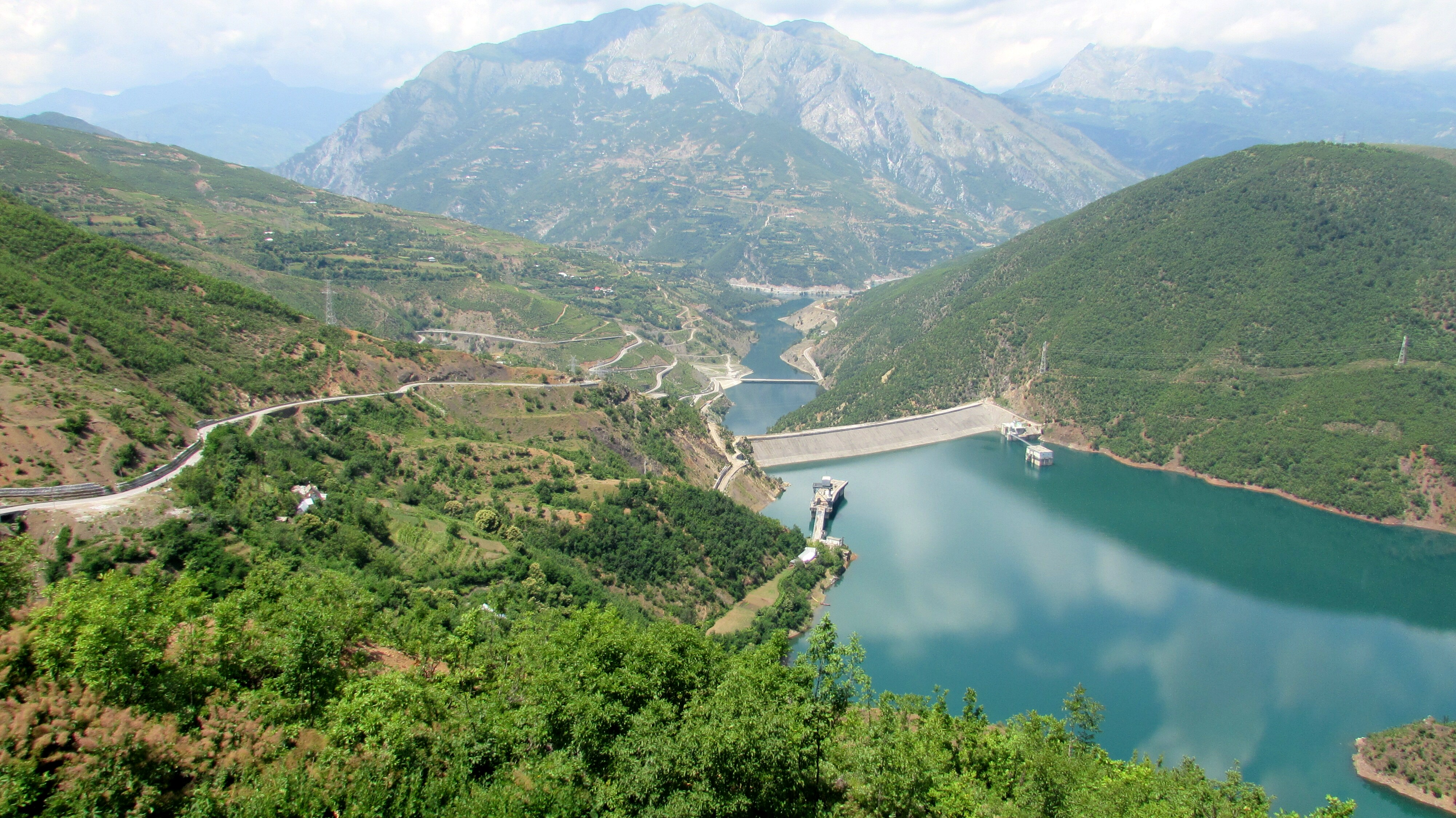
Widok na zaporę i jeziora
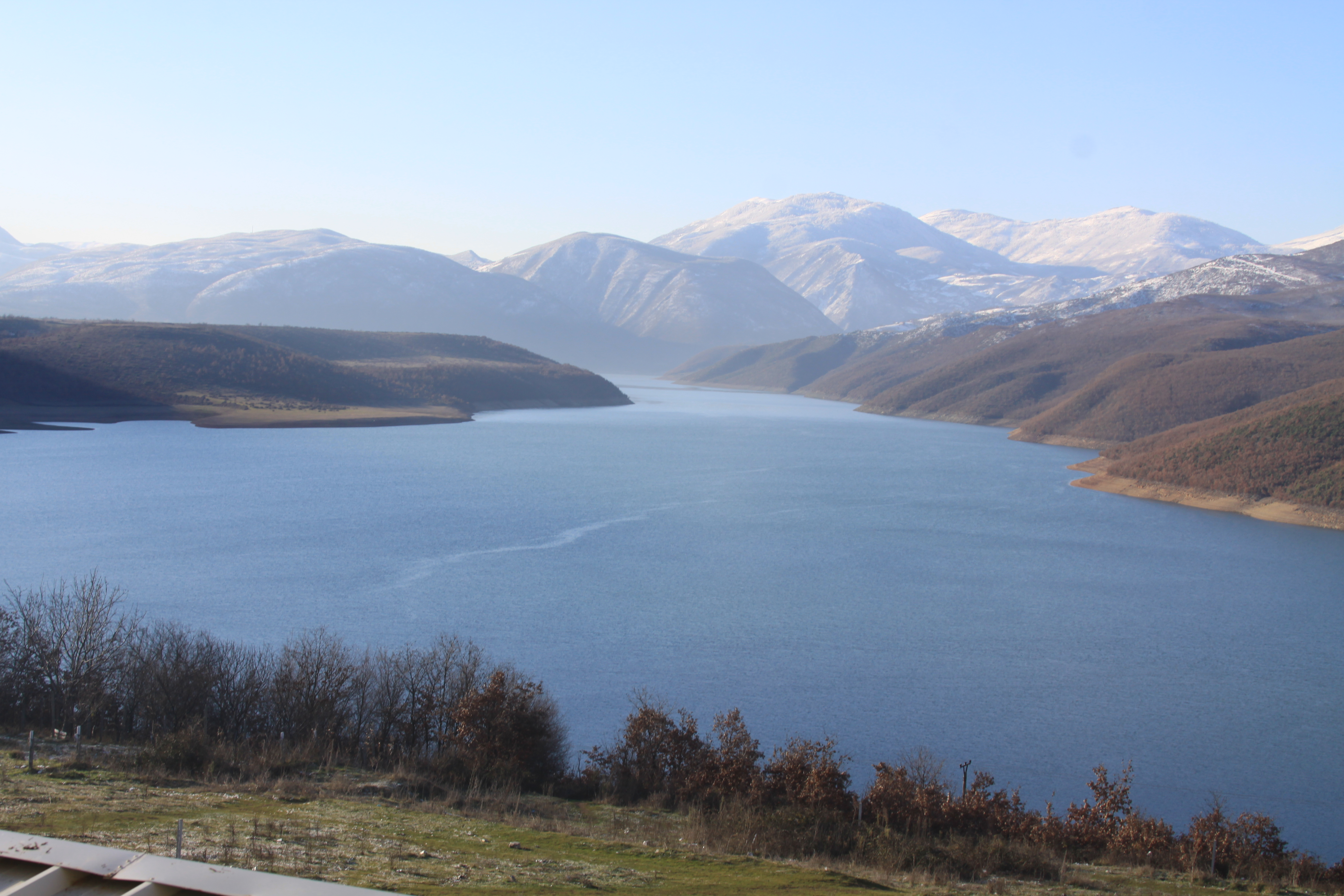
Jezioro nieopodal Kukës